# Корсо Буэнос-Айрес
Корсо Буэнос-Айрес (итал. Corso Buenos Aires) — одна их главных улиц на северо-востоке Милана (Италия), которая имеет самую высокую концентрацию магазинов одежды и торговых точек в Европе. На улице находятся более 350 магазинов и торговых точек.

## Местоположение

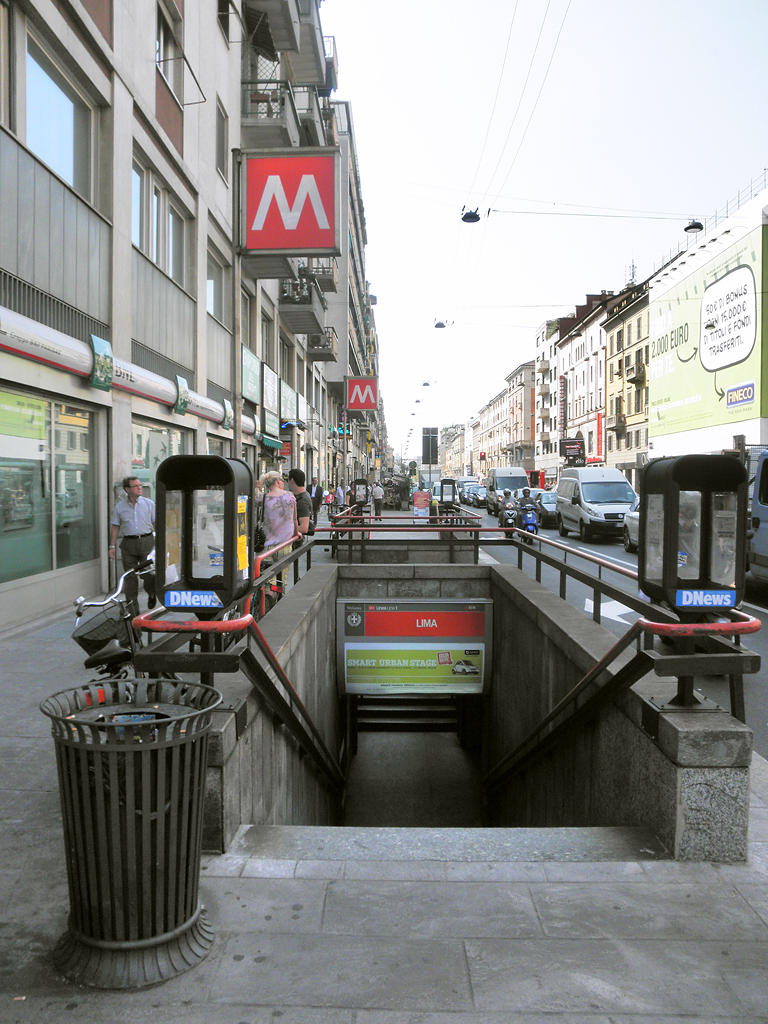
Станция миланского метрополитена «Лима» на улице Корсо Буэнос-Айрес

Улица Корсо Буэнос-Айрес расположена в северо-восточной части Милана. 
Длина улицы составляет 1,2 км и проходит с юго-запада на северо-восток вдоль линии, соединяющей центр Милана в Дуомо с соседним городом Монца. 
Улица начинается на площади Обердан в районе Порта Венеция и заканчивается на площади Лорето.
Миланский метрополитен (линия 1) имеет три остановки вдоль улицы (Порта Венеция, Лима и Лорето).

## История
Улица была построена путем урбанизации первого участка главной дороги, которая отходила от тогдашних Восточных ворот. На этом месте в конце XIX века возник популярный район с высокой плотностью жилья.
Своё нынешнее название (ранее этот район назывался «Сorso Loreto») получила в 1906 году по случаю Всемирной выставки.
В конце XIX века конные вагоны, обслуживавшие этот маршрут, были заменены трамваями. В 1964 году трамваи были упразднены, а железная дорога демонтирована и заменена современной линией метро.

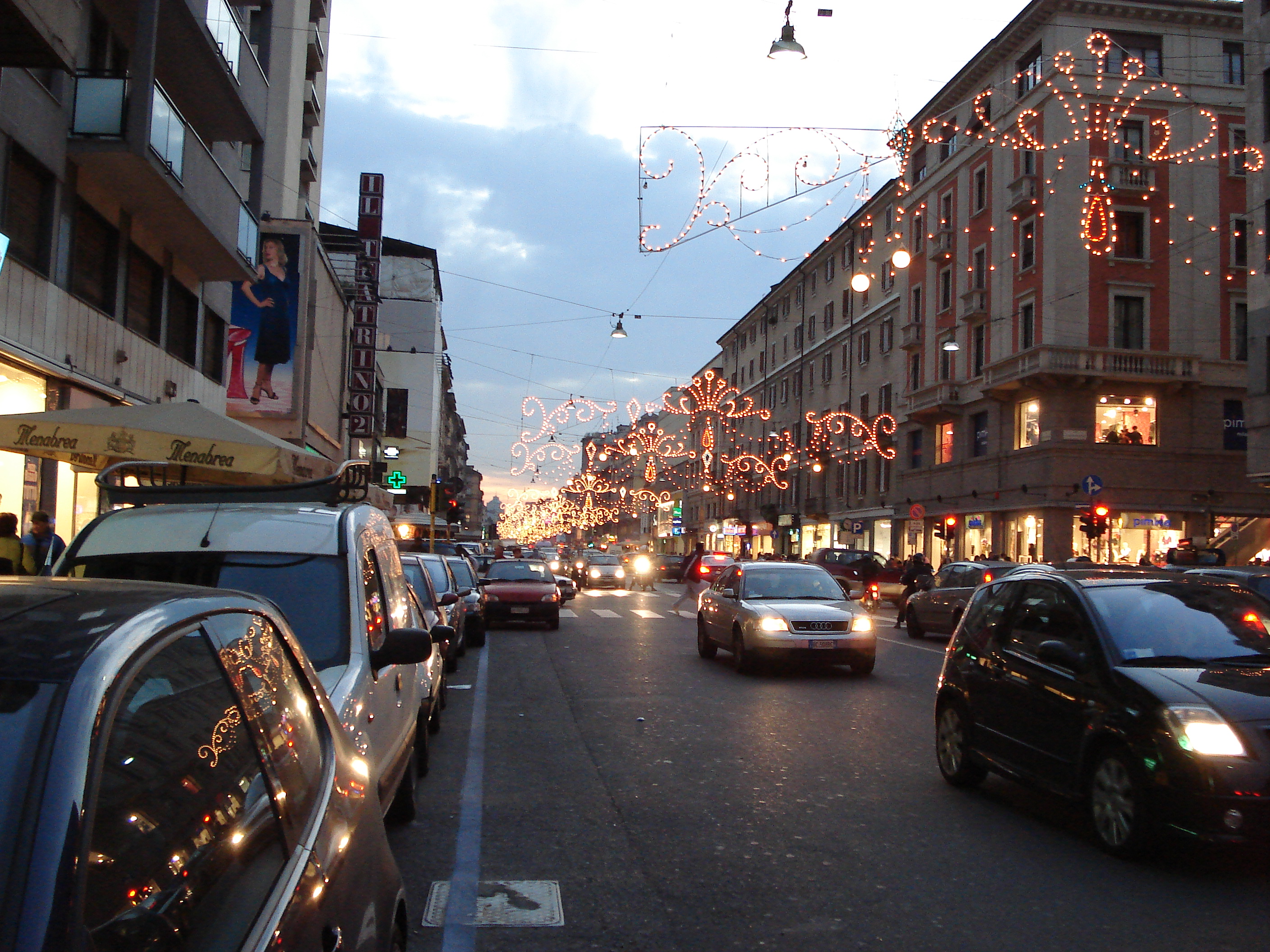
Корсо Буэнос-Айрес во время рождественских праздников

Корсо Буэнос-Айрес когда-то была известна многочисленными маленькими магазинчиками, торгующими традиционными миланскими товарами, однако вскоре их заменили современные магазины модной одежды. Точно так же некоторые древние здания были заменены современными высотными многоквартирными домами.
Из-за большого количества магазинов, лавок и торговых точек Корсо Буэнос-Айрес является одной из самых оживленных улиц Милана, особенно во время рождественских праздников, когда на ней продается большая часть городских украшений. В отличие от Виа Монтенаполеоне и окрестностей Дуомо, которые специализируются на высокой моде и продукции высокой моды, Корсо Буэнос-Айрес, как правило, больше ориентирована на массовые товары, такие как готовая одежда.

## Известные здания

### По нечётной стороне
- д. 1 — Дворец Лураски, известный как «Обрученные» .
- д. 19 — здание в неоклассическом стиле, построенное в конце восемнадцатого века[5].
- д. 75 — жилое здание, построенное в 1928 году по проекту Фаусто Франко и Фумагалли[6].
- д. 33 находится «Театр Пуччини», нынешний дом театральной труппы «Театра Эльфа»

### По чётной стороне
- на углу улиц Бродги и Реди — Дворец Аргентины, построенный в 1949 году по проекту Пьеро Боттони и Гульельмо Ульриха[6].
- на углу улицы Пиччинни — офисное здание, жилье и супермаркет, построенный в 1970 году по проекту студии BBPR[7].

## Фотогалерея

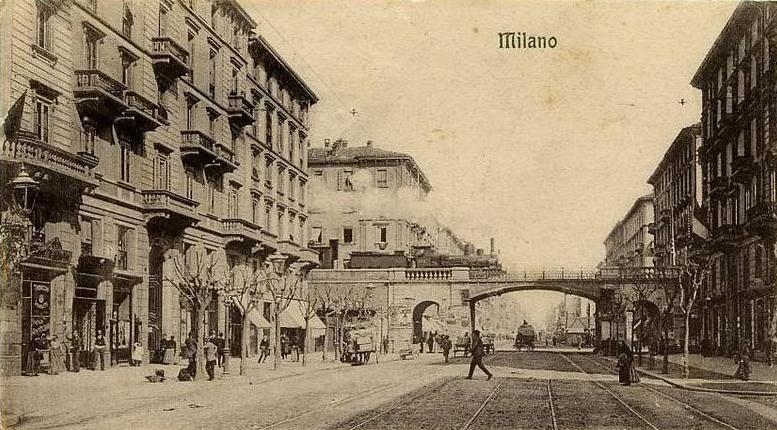
Corso Buenos Aires в 1907 году, увенчанный железнодорожным виадуком
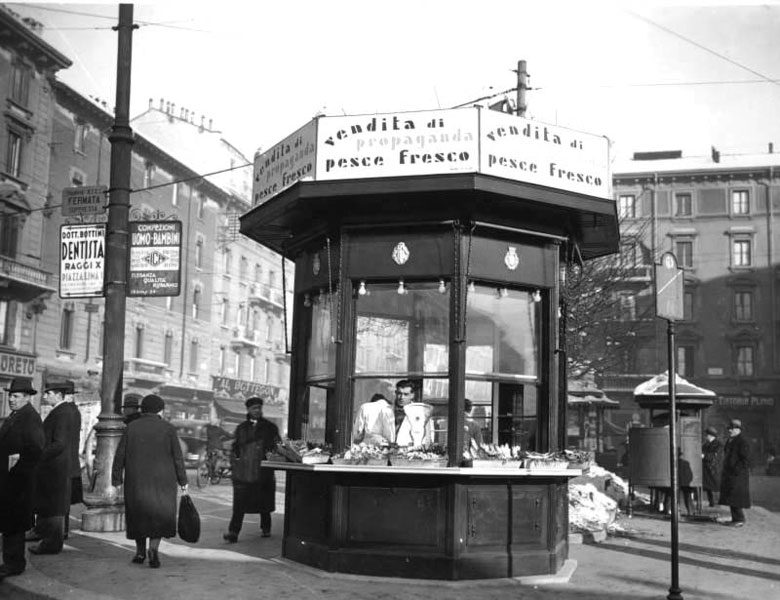
Рыбный киоск на старинной фотографии
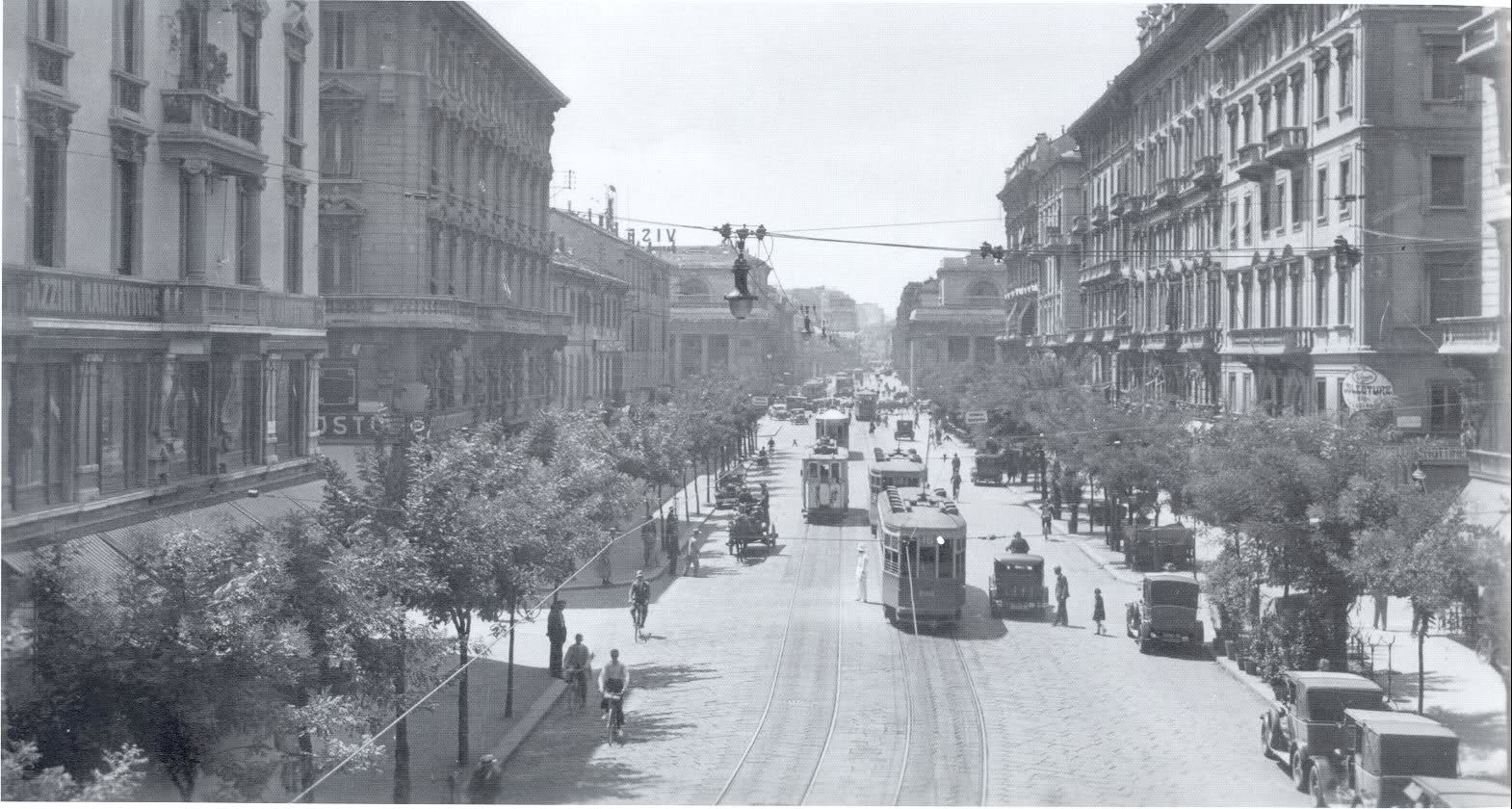
Corso Buenos Aires в 1930-х годах
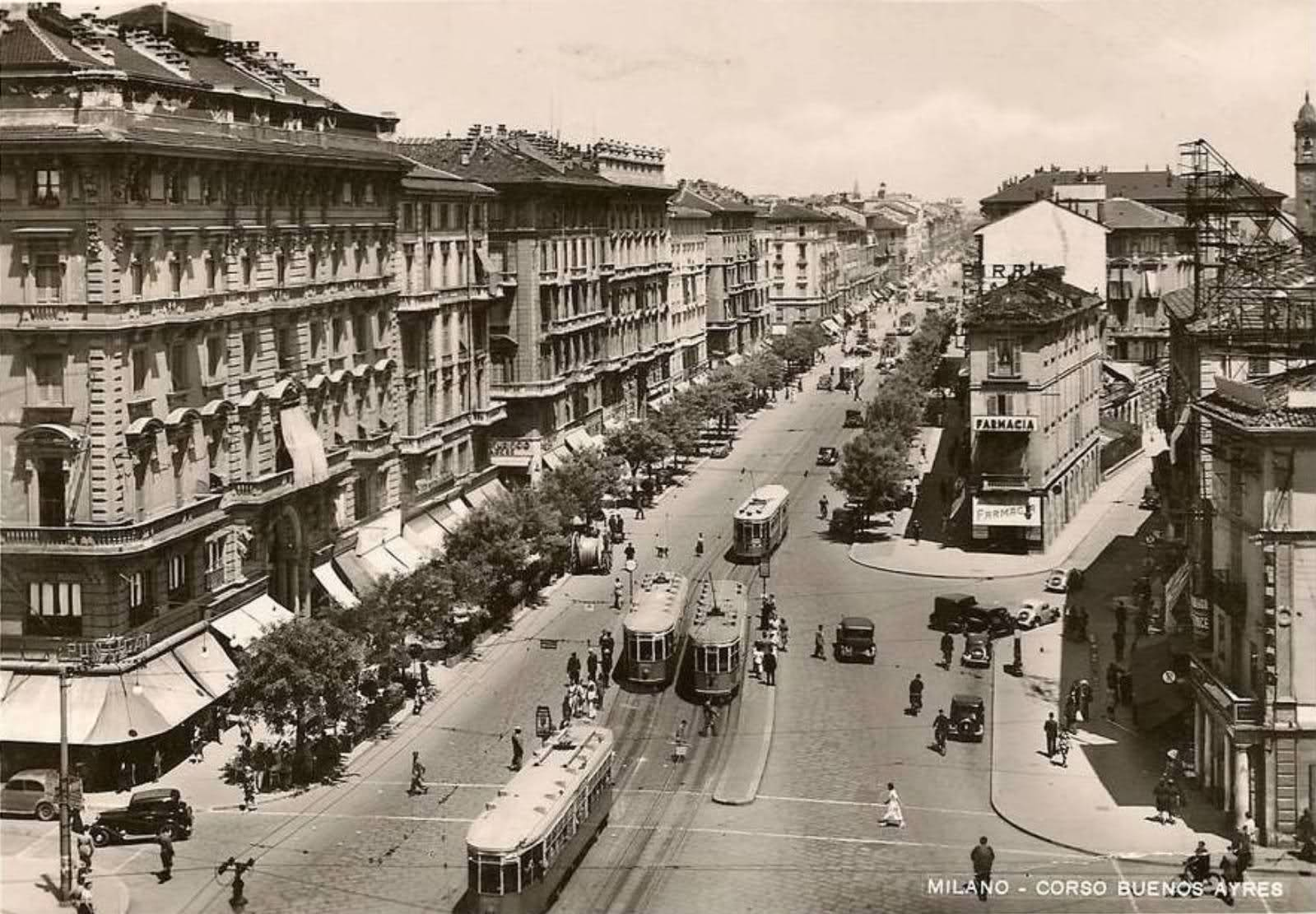
Corso Buenos Aires в 1935 году
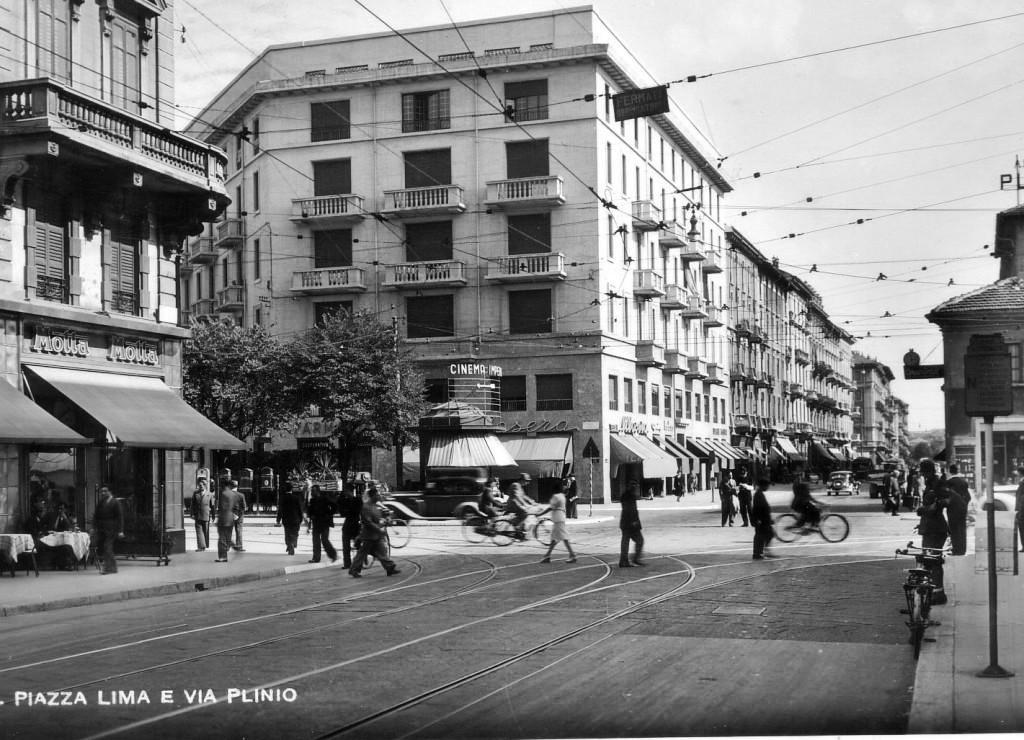
Пьяцца Лима и ВИА Плинио
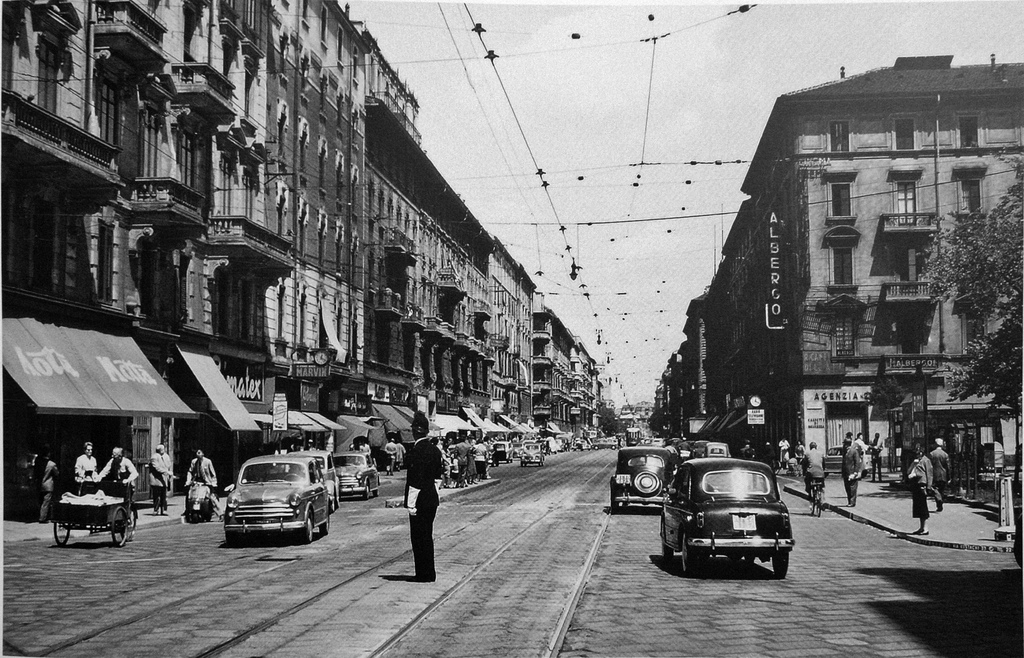
Corso Buenos Aires в 1950-х годах
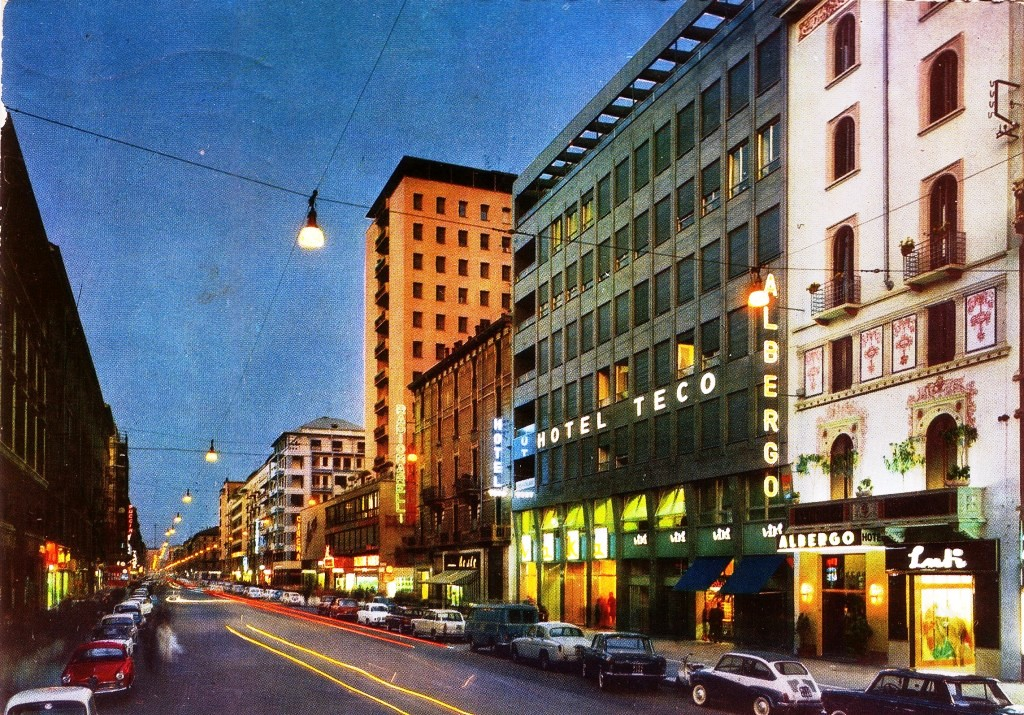
Corso Buenos Aires в шестидесятых годах XX века
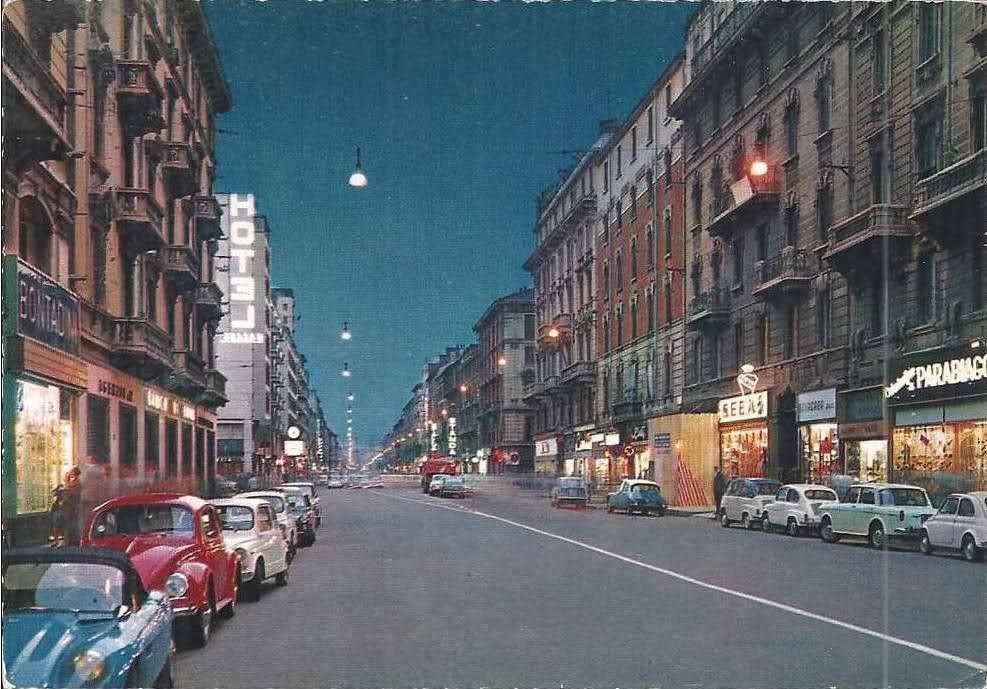
Corso Buenos Aires в шестидесятые годы XX века
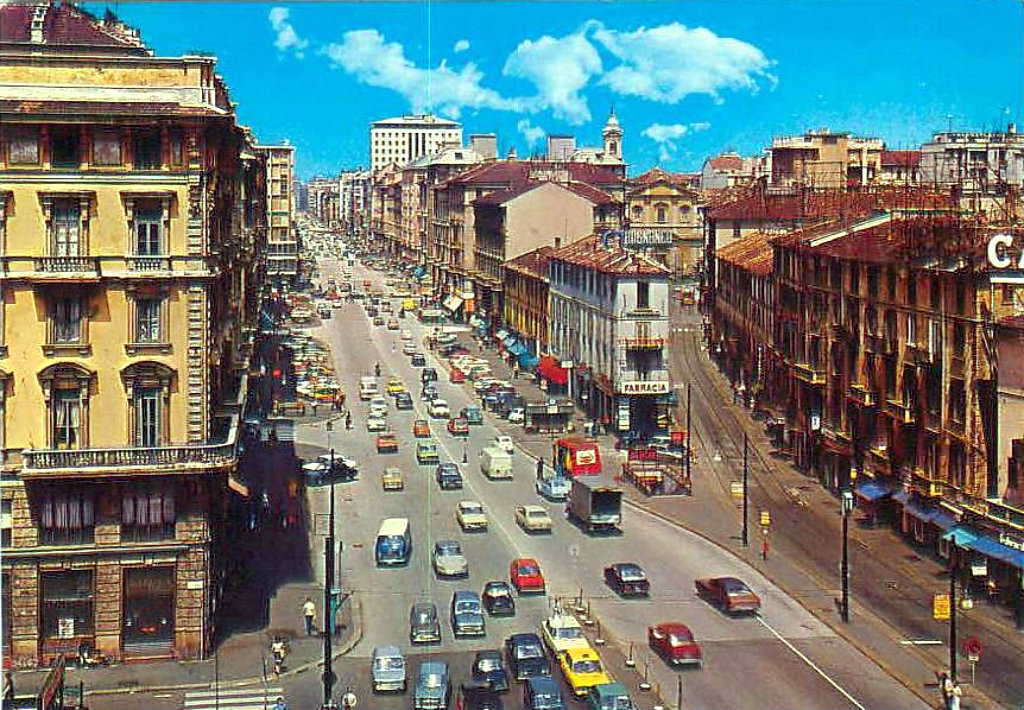
Corso Buenos Aires в 1960-х годах
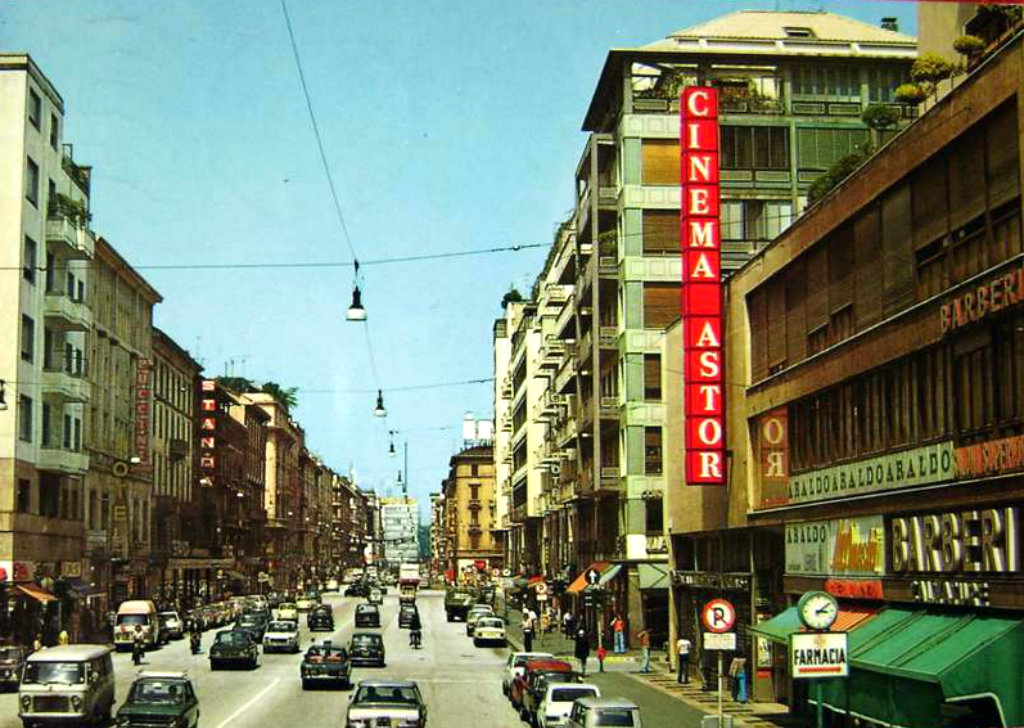
Corso Buenos Aires в семидесятых годах XX века